# Rosa arabica
Espèce
Rosa arabica est une espèce de plantes à fleurs de la famille des Rosaceae. C'est un rosier en voie d'extinction, endémique d'Égypte, classé sur la liste des 100 espèces les plus menacées au monde établie par l'UICN en 2012.